# Hichem Guemmadi
Hichem Guemmadi, né le 16 avril 1976 à Constantine, est un joueur de volley-ball algérien. Il mesure 1,94 m et joue réceptionneur-attaquant. Il totalise plus de 150 sélections en équipe d'Algérie.
Classé à la 1404e position du classement mondial, le réceptionneur-attaquant d’Algérie est le dixième meilleur joueur africain de tous les temps. Il a remporté 7 trophées collectifs, dont la Ligue des Champions d’Europe en 2005 avec le club français Tours Volley-ball et 3 titres sur le plan individuel.

## Clubs
| Club                    | De        | À         |
| ----------------------- | --------- | --------- |
| O El Kseur              | 1994-1995 | 1995-1996 |
| SR Annaba               | 1996-1997 | 1998-1999 |
| Chaumont Volley-Ball 52 | 1999-2000 | 1999-2000 |
| AS Cannes               | 2000-2001 | 2001-2002 |
| Tours Volley-Ball       | 2002-2003 | 2006-2007 |
| Al-Nasr Dubaï           | 2007-2008 | 2009-2010 |
| Al-Aïn Club             | 2010-2011 |           |

## Palmarès

### En club
SR Annaba
- Championnat d'Algérie : 1999
- Coupe d'Algérie : 1998

 Tours Volley-Ball
- Ligue des champions (1)
  - Vainqueur :2005
  - Finaliste : 2007
  - 3e : 2004
- Championnat de France (1)
  - Vainqueur : 2004
  - Finaliste :2003, 2006
- Coupe de France (3)
  - Vainqueur : 2003, 2005, 2006
- Supercoupe de France (1)
  - Vainqueur : 2005
  - Finaliste :2004 ، 2006

   Al-Nasr Dubai
- Vainqueur de la Coupe des Émirats arabes unis : 2008
- Vainqueur de la Supercoupe des Émirats arabes unis: 2008
- Vainqueur du Championnat des Émirats arabes unis : 2009

- Finaliste de la Coupe du Golfe des clubs champions : 2008
- Quatrième de la Coupe d'Asie des clubs champions de volley-ball : 2008 ، 2009

 Al-Aïn Club
- Vainqueur du Championnat des Émirats arabes unis : 2011

### Enéquipe d'Algérie
- Championnat du monde de volley-ball 1998
- Troisième du championnat arabe : 2006
- Vainqueur aux Jeux panarabes :1997